# MVP de las Finales de la Chinese Basketball Association
El MVP de lals Finales de la Chinese Basketball Association (CBA) es el galardón que se concede al mejor jugador de las finales la Chinese Basketball Association, la primera categoría del baloncesto en China. Se empezó a otorgar en la temporada 1999-00, y hasta la temporada 2011-12 este galardón estaba reservado únicamente a los jugadores chinos o taiwaneses. A partir de la temporada siguiente resultaron elegibles también los jugadores extranjeros.

## Ganadores del MVP de las Finales de la CBA

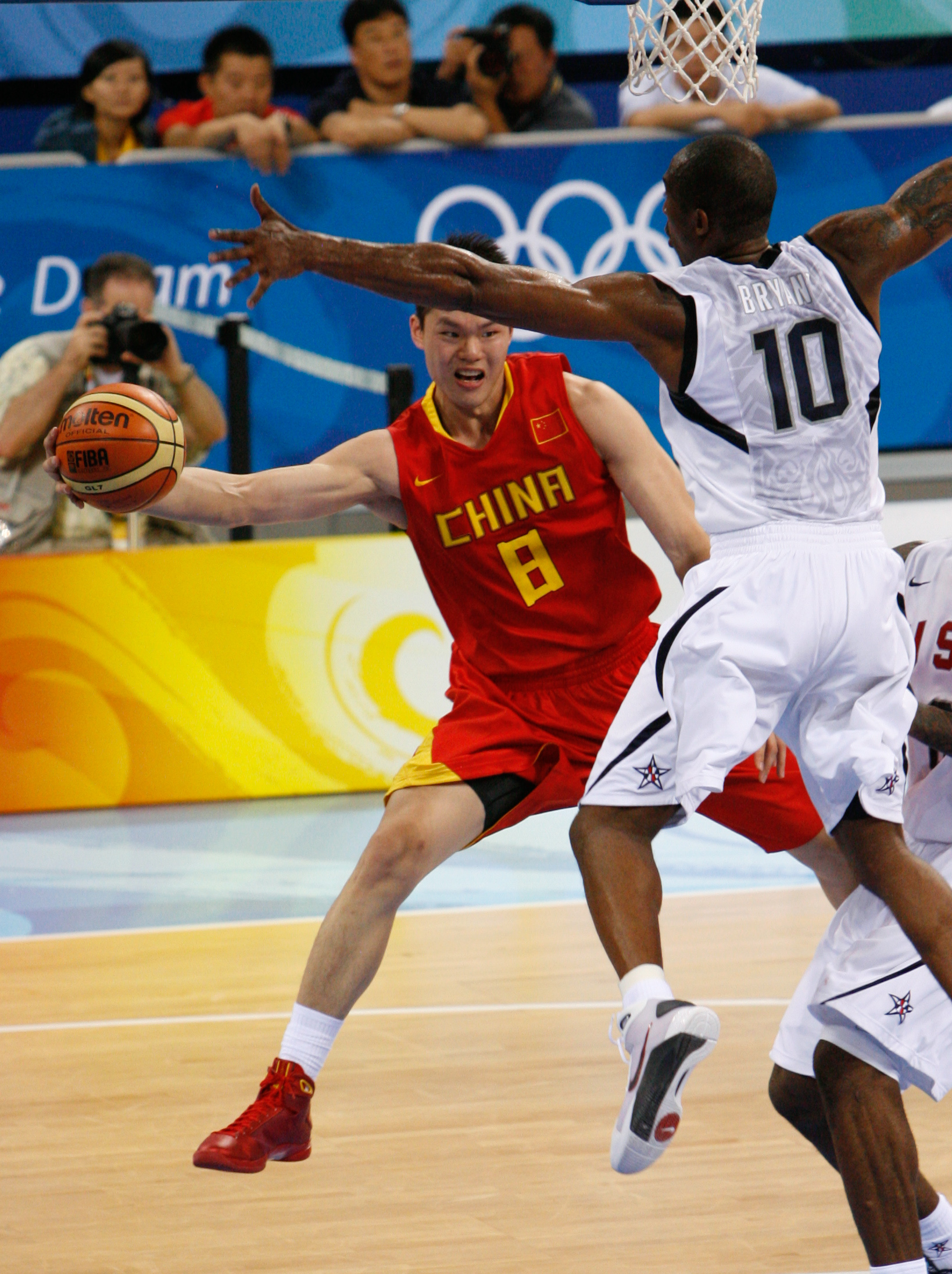
Zhu Fangyu consiguió el galardón en cuatro ocasiones.

| Temporada | Jugador          | Nacionalidad                          | Posición | Equipo                    | Ref(s) |
| --------- | ---------------- | ------------------------------------- | -------- | ------------------------- | ------ |
| 1999–00   | Wang Zhizhi      | Bandera de la República Popular China | F/C      | Bayi Rockets              |        |
| 2000–01   | Liu Yudong       | Bandera de la República Popular China | PF       | Bayi Rockets              |        |
| 2001–02   | Yao Ming         | Bandera de la República Popular China | C        | Shanghai Sharks           |        |
| 2002–03   | Liu Yudong (×2)  | Bandera de la República Popular China | PF       | Bayi Rockets              |        |
| 2003–04   | Du Feng          | Bandera de la República Popular China | F/C      | Guangdong Southern Tigers |        |
| 2004–05   | Zhu Fangyu       | Bandera de la República Popular China | SF       | Guangdong Southern Tigers |        |
| 2005–06   | Yi Jianlian      | Bandera de la República Popular China | F/C      | Guangdong Southern Tigers |        |
| 2006–07   | Wang Zhizhi (×2) | Bandera de la República Popular China | F/C      | Bayi Rockets              |        |
| 2007–08   | Zhu Fangyu (×2)  | Bandera de la República Popular China | SF       | Guangdong Southern Tigers |        |
| 2008–09   | Zhu Fangyu (×3)  | Bandera de la República Popular China | SF       | Guangdong Southern Tigers |        |
| 2009–10   | Zhu Fangyu (×4)  | Bandera de la República Popular China | SF       | Guangdong Southern Tigers |        |
| 2010–11   | Wang Shipeng     | Bandera de la República Popular China | G/F      | Guangdong Southern Tigers |        |
| 2011–12   | Lee Hsueh-lin    | Bandera de Taiwán                     | PG       | Beijing Ducks             |        |
| 2012–13   | Yi Jianlian (×2) | Bandera de la República Popular China | F/C      | Guangdong Southern Tigers |        |
| 2013–14   | Randolph Morris  | Bandera de Estados Unidos             | C        | Beijing Ducks             |        |
| 2014–15   | Stephon Marbury  | Bandera de Estados Unidos             | PG       | Beijing Ducks             | [ 1 ]  |
| 2015–16   | Hamed Haddadi    | Bandera de Irán                       | C        | Sichuan Blue Whales       |        |
| 2016–17   | Darius Adams     | /                                     | PG       | Xinjiang Flying Tigers    |        |
| 2017-18   | Lester Hudson    | Bandera de Estados Unidos             | PG       | Liaoning Flying Leopards  |        |
| 2018–19   | Yi Jianlian (×3) | Bandera de la República Popular China | PF/C     | Guangdong Southern Tigers |        |
| 2019–20   | Sonny Weems      | Bandera de Estados Unidos             | SF       | Guangdong Southern Tigers |        |
| 2020–21   | Hu Mingxuan      | Bandera de la República Popular China | PG       | Guangdong Southern Tigers |        |
| 2021–22   | Zhao Jiwei       | Bandera de la República Popular China | PG       | Liaoning Flying Leopards  |        |
| 2022–23   | Zhao Jiwei (×2)  | Bandera de la República Popular China | PG       | Liaoning Flying Leopards  |        |
| 2023–24   | Kyle Fogg        | Bandera de Estados Unidos             | PG       | Liaoning Flying Leopards  |        |
| 2024–25   | Barry Brown Jr.  | Bandera de Estados Unidos             | PG/SG    | Zhejiang Lions            |        |